# Hindu
Hindu est un village d'Estonie situé dans la commune de Saaremaa (jusqu'en octobre 2017 commune de Orissaare) du comté de Saare.